# Xenohormon
Xenohormon är ett ämne med hormonliknande egenskaper, som kan fungera som ett hormonstörande ämne i kroppen hos människor och andra organismer. 
Xenohormoner kan antingen definieras som syntetiska hormonstörande ämnen i motsats till naturliga sådana såsom fytoöstrogener. De kan också definieras som alla exogena hormoner, och då även innefatta naturliga hormoner som förtärs. I det senare fallet är xenohormon detsamma som hormonstörande ämnen.
Xenohormoner släpps ut med avloppsvatten samt ut i atmosfären, och lagras i kroppen på varelser i näringskedjan samt i jorden där den tas upp av växter.
De hormonstörande ämnena antogs inledningsvis, när de upptäcktes, störa huvudsakligen ett eller något hormon, men detta har tillbakavisats av senare forskning.[källa behövs] Xenohormonerna stör som regel fler hormonsystem än bara ett, och kan ha större påverkan än endast östrogenet, androgenerna, progesteronet, tyroidhormonerna, signalsubstanser (dopamin, serotonin, med mera). Det antogs därför förr felaktigt att de verkade genom endast kärnreceptorerna, men de verkar också genom receptorer utan känd ligand (t.ex. östrogenrelaterad receptor gamma), cellytereceptorer, med mera, och påverkar följaktligen neurobiologin, reproduktionen, neuroimmunitet, är cancerogena, samt stör hela det endokrina systemet. I synnerhet fosterutvecklingen störs av värre fall av förgiftning av xenohormoner.
Gruppen xenohormoner är en mycket heterogen grupp, som innefattar bl.a. plaster (t.ex. bisfenol A), lösningsmedel och mjukgörande ämnen (t.ex. dioxiner), pesticider (t.ex. DDT), fungicider, och läkemedel (t.ex. dietylstilbestrol).